# Little Merrill Lake
Little Merrill Lake är en sjö i Kanada.   Den ligger i countyt Lennox and Addington County och provinsen Ontario, i den sydöstra delen av landet, 140 km väster om huvudstaden Ottawa. Little Merrill Lake ligger 340 meter över havet. Arean är 1,3 kvadratkilometer. Den sträcker sig 1,5 kilometer i nord-sydlig riktning, och 2,2 kilometer i öst-västlig riktning.
I omgivningarna runt Little Merrill Lake växer i huvudsak blandskog. Runt Little Merrill Lake är det mycket glesbefolkat, med 2 invånare per kvadratkilometer.